# Lijian-1
Lijian-1 (chinois : 力箭一号 ; pinyin : Lì jiàn yī hào) ou Zhongke-1A (chinois : 中科一号 ; pinyin : zhōng kē yī hào) ou Kinetica-1 est un lanceur léger à propergol solide chinois dont le vol inaugural a lieu avec succès le 27 juillet 2022. Il est capable de placer environ 2 tonnes en orbite basse et 1,5 tonne en orbite héliosynchrone. Il est développé par CAS Space, filiale de l'Académie chinoise des sciences.

## Contexte
Fin 2018, l'Académie chinoise des sciences crée CAS Space (nom complet Beijing Zhongke Aerospace Exploration Technology également appelée Zhongke Aerospace). L'objectif de cette nouvelle entité est à la fois de transférer vers l'industrie les technologies développées par les équipes de chercheurs et également de disposer de plateformes adaptées aux besoins spécifiques des missions scientifiques. La nouvelle entité sera chargée de construire des satellites mais également de développer un lanceur et de commercialiser les lancements. Pour répondre à ces objectifs, la société développe un lanceur à propergol solide, Lijian-1, dont le premier vol a eu lieu le 27 juillet 2022,. Lijian 1 utilise des étages à propergol solide qui sont fournis par le spécialiste chinois du domaine AASPT. Ses caractéristiques sont très proches de celles du lanceur Jielong-3 qui utilise les mêmes blocs de poudre de 2,6 mètres de diamètre. La société CAS Space développe également un lanceur spatial moyen (12 tonnes en orbite basse dont le premier vol est planifié en 2025.  

## Caractéristiques techniques
Lijian-1 est un lanceur léger dont le premier étage semble dérivé du missile balistique intercontinental à longue portée DF-31. Il est haut de 31 m pour un diamètre de 2,65 m. Sa masse au décollage est de 135 t (deux fois celle du lanceur à propergol solide Longue Marche 11). À la date de son lancement inaugural, c'est le plus gros lanceur à propergol solide chinois. Il comporte quatre étages dont la poussée est respectivement de 200, 100, 50 et 10 tonnes. La coiffe a un diamètre de 3,35 mètres.

## Historique des lancements
Le vol inaugural du lanceur décolle le 27 juillet 2022 de la base de Juiquan avec six petits satellites avec succès le 27 juillet 2022.
Trois lancements sont prévus pour 2023,. Cependant, un seul a lieu en juin 2023 et place 26 satellites en orbite établissant un nouveau record pour l'industrie spatiale chinoise.
| N° vol | N° série | Date                    | Pas de tir        | Charge utile | Masse | Orbite                | Résultat |
| ------ | -------- | ----------------------- | ----------------- | --- | ----- | --------------------- | -------- |
| 1      | Y1       | 27 juillet 2022         | Jiuquan LP-43/130 | SATech-01 Guidao Daqimidu Tance Shiyan Jinan 1 Dianci Zuzhuang Shiyan 1 Dianci Zuzhuang Shiyan 2 Huawan-Nanyue Kexue | ?kg   | Orbite héliosynchrone | Succès   |
| 2      | Y2       | 7 juin 2023             | Jiuquan LP-43/130 | Fucheng-1 Tianyi-26 Shiyan (en)-24A Shiyan-24B Xi’an Hangtou 8 CXPD Cubesat (26 satellites au total),                | ?kg   | Orbite héliosynchrone | Succès   |
| 3      | Y3       | 23 janvier 2024         | Jiuquan LP-43/130 | Taijing-1 03 Taijing-2 02 Taijing-2 04 Taijing-3 02 Taijing-4 03                                                     | ?kg   | Orbite héliosynchrone | Succès   |
| 4      | Y4       | 24 septembre 2024 23:33 | Jiuquan LS-130    | Zhongke-01 / 02 Jilin-1 SAR-01A Yunyao-21 / 22                                                                       | ?kg   | Orbite héliosynchrone | Succès   |
| 5      | Y5       | 11 novembre 2024 04:03  | Jiuquan LS-130    | Jilin-1 Gaofen-05B Pingtai 02A03 Yunyao-1 31-36 Shiyan-26 A,B,C Xiguang-1 04, 05 IRSS-1/OL-1 Tianyan-24              | ?kg   | Orbite héliosynchrone | Succès   |
| 6      | Y6       | 26 décembre 2024 01:03  | Jiuquan LS-130    | DEAR-3 (B300-L01) LAM CASAA-Sat Yunyao-1 x1, …, x6 Yinglong 1 Yangwang 2 Yixian A                                    | ?kg   | Orbite héliosynchrone | Échec    |